# Salatbar

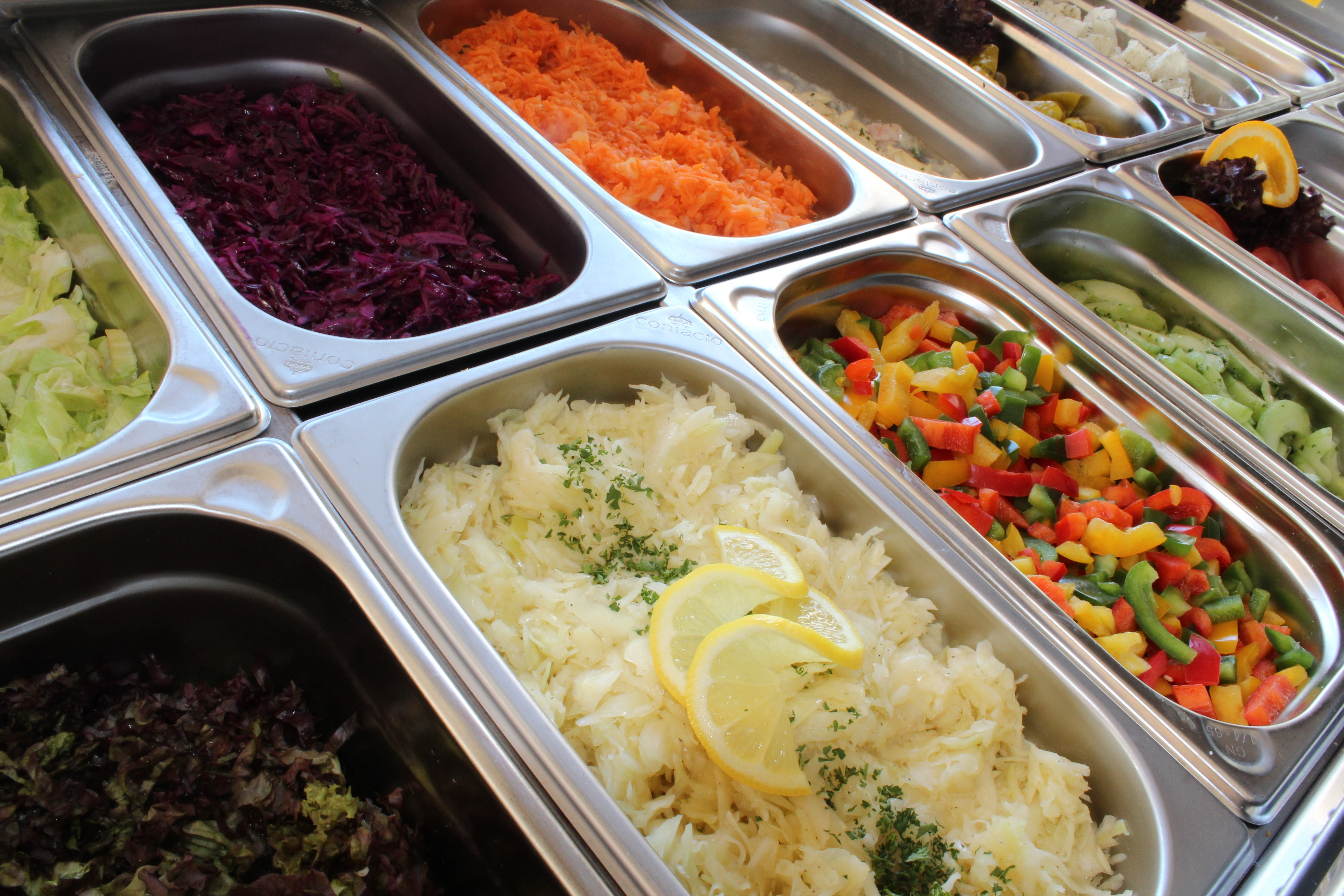
Aufbau einer Salatbar

Eine Salatbar ist eine Theke, auf der sich zahlreiche Schalen mit verschiedenen Arten von Salat oder Zutaten und Beilagen zur Zubereitung eines Salats befinden. Das Angebot ist vielfältig und wie ein Buffet aufgebaut. Damit hat jeder Gast die Möglichkeit, sich seinen eigenen Salat zusammenzustellen. Zum Angebot zählen überwiegend Zutaten der Kalten Küche wie verschiedene Salatsorten, Gemüse, Obst, Küchenkräuter, Käse und unterschiedliche Dressings. Üblicherweise werden auch gekochte, warme Speisen wie Fleisch, Geflügel oder Fisch angeboten.

## Geschichte
Die Idee der Salatbar fand ihren Ursprung im mittleren bis späten 20. Jahrhundert in den USA. Wer sie wirklich erfunden hat, lässt sich jedoch nicht genau sagen, da mehrere US-amerikanische Restaurants behaupten, Erfinder der Salatbar zu sein:
- 1950er Jahre: das Restaurant „The Cliffs“ in Springfield, Illinois[4]

- 1959: das Restaurant „Chuck’s Steak House“ in Waikiki, Hawaii[4]
- 1971: das Restaurant „R.J. Grunts“ in Chicago, Illinois[4]
- 1979: die Schnellrestaurant-Kette Wendy’s[4]

Die New York Times schreibt, Salatbars seien die Cafeterias der 90er Jahre. Denn seitdem findet man Salatbars nicht mehr nur in Restaurants, sondern auch in Supermärkten, Delis und in Kantinen, beispielsweise von Bildungseinrichtungen wie Schulen oder Universitäten.

## Konzept
Das Konzept der Salatbar ist eine vielfältige Auswahl an Zutaten zur Zubereitung eines Salates nach eigenen Vorstellungen und Vorlieben. In Restaurants werden diese üblicherweise in Form eines „all-you-can-eat“ angeboten, wobei die Gäste sich während ihres Aufenthaltes unbegrenzt an der Salatbar bedienen dürfen. In Supermärkten ist es jedoch üblich, dass nur ein begrenzter Zugang zur Salatbar besteht, die Kunden sich also an der Salatbar bedienen und den zusammengestellten Salat nach Gewicht bezahlen.